# Triple play
Triple play је маркетиншки термин у телекомуникацијама, који се користи да опише модел у коме су кориснику довођењем једне физичке везе - кабла или антене стављене на располагање у исто време три услуге - широкопојасни интернет, кабловска телевизија и телефонија.
Основу за ову услугу представља широкопојасни приступ интернету. 

## Quadruple play
Такозвани Quadruple play-сервис, поред наведених интегрише и сервис мобилне телефоније. Имплементација ове услуге се огледа у томе да мобилни телефон поред уобичајене ГСМвезе користи још и WiFi систем. То смањује трошкове свих комуникација које се обављају у опсегу истог WiFi-предајника.